# Eucoptacra granulata
Eucoptacra granulata är en insektsart som beskrevs av Mason, J.B. 1979. Eucoptacra granulata ingår i släktet Eucoptacra och familjen gräshoppor. Inga underarter finns listade i Catalogue of Life.